# Mana (fleuve)
Pour les articles homonymes, voir Mana.
La Mana est un fleuve de Guyane dont l'embouchure est proche de celle du Maroni au nord-ouest de la Guyane. 

## Géographie
Ce fleuve est réputé avoir 99 sauts. Il fait 462,1 km de longueur.
Il prend sa source dans le massif central guyanais au nord-ouest du bourg de Saül au nord-ouest du Mont Galbao (717 m) et à 290 m d'altitude

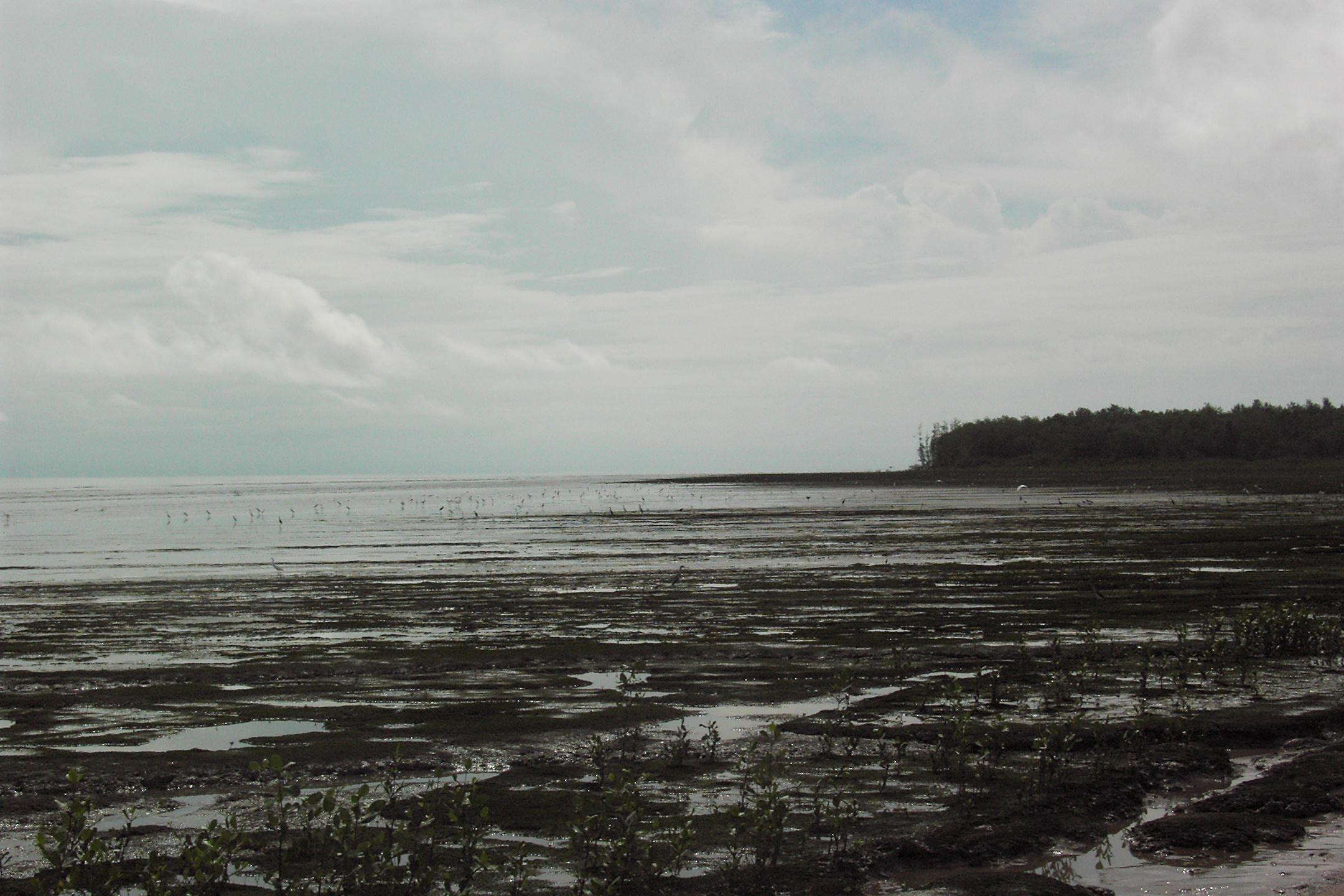
Pointe Isère, à la limite du village d'Awala-Yalimapo à l'embouchure du Mana.

La Mana a son embouchure avec l'Océan Atlantique, au sud de la Pointe Isère, au nord du village de Awala-Yalimapo avec la plage des Hattes, et à l'est de l'embouchure du Maroni.

### Communes traversés
La Mana traverse les trois communes suivantes de Saül, Mana, et Saint-Laurent-du-Maroni, dans l'arrondissement de Saint-Laurent-du-Maroni.

### Bassin versant
La Mana traverse seize zones hydrographiques. Son bassin versant est de 12 090 km2 de superficie[réf. nécessaire].

## Affluents
Ses principaux affluents sont :
- la crique Portal (rg[note 1]),
- la rivière Kokioko (rd),
- la crique Arouany (rg),
- la crique Lézard (rg)
- la rivière Acarouany (rg),
- la crique Loubère (rd).

## Hydrologie
Le module de la Mana est de 319,7 m3/s. Son régime hydrologique est dit pluvial équatorial.

## Aménagements et écologie

### Projet de la mine de la Montagne d'or
Le bassin de ce fleuve est concerné par un projet minier (mine d'or) qui pourrait devenir la plus grande mine guyanaise et de France, voire l'une des plus grandes du monde (Mine de la Montagne d'or).